# Torneo Invierno 1998 Primera División 'A'
El Torneo de Invierno 1998 representó la primera vuelta del ciclo futbolístico 1998-1999 de la  Primera División A fue el quinto torneo corto y séptima temporada del circuito de ascenso de fútbol en México. La final fue entre Yucatán y Chivas Tijuana una serie muy disputada que se resolvió con un solo gol a favor de Yucatán que se coronó por primera y única vez en su historia.

## Sistema de competición
Los 21 equipos participantes se dividieron en 3 grupos de 5 equipos y un cuarto de 6 equipos, juegan todos contra todos a una sola ronda intercambiándose al contrario del torneo de invierno, por lo que cada equipo jugó 20 partidos alternando un equipo que descanso cada jornada; al finalizar la temporada regular de 21 jornadas califican a la liguilla los 2 primeros lugares de cada grupo y los 4 mejores ubicados en la tabla general califican al repechaje de donde salen los últimos 2 equipos para la Eliminación directa.
- Fase de calificación: es la fase regular de clasificación que se integra por las 21 jornadas del torneo de aquí salen los mejores 8 equipos para la siguiente fase.
- Fase final: se sacarán o calificarán los mejores 8 de la tabla general y se organizarán los cuartos de final con el siguiente orden: 1º vs 8º, 2º vs 7º, 3º vs 6º y 4º vs 5º, siguiendo así con semifinales, y por último la final, todos los partidos de la fase final serán de ida y vuelta.

### Fase de calificación
En la fase de calificación participan los 21 clubes de la primera división A profesional jugando todos contra todos durante las 20 jornadas respectivas, a un solo partido. Se observará el sistema de puntos. La ubicación en la tabla general está sujeta a lo siguiente:
- Por juego ganado se obtendrán tres puntos.
- Por juego empatado se obtendrá un punto.
- Por juego perdido no se otorgan puntos.

El orden de los clubes al final de la Fase de Calificación del torneo corresponderá a la suma de los puntos obtenidos por cada uno de ellos y se presentará en forma descendente. Si al finalizar las 21 jornadas del torneo, dos o más clubes estuviesen empatados en puntos, su posición en la Tabla General será determinada atendiendo a los siguientes criterios de desempate:
1. Mejor diferencia entre los goles anotados y recibidos.
2. Mayor número de goles anotados.
3. Marcadores particulares entre los clubes empatados.
4. Mayor número de goles anotados como visitante.
5. Mejor ubicación en la Tabla General de Cocientes.
6. Tabla Fair Play.
7. Sorteo.

Participan por el título de Campeón de la Primera División 'A' en el Torneo Invierno 1998, automáticamente los primeros 4 lugares de cada grupo sin importar su ubicación en la tabla general calificaran, más los segundos mejores 4 lugares de cada grupo, si algún segundo lugar se ubicara bajo los primeros 8 lugares de la tabla general accederá a una fase de reclasificación contra un tercer o cuarto lugar ubicado entre los primeros ocho lugares de la tabla general. Tras la fase de reclasificación los equipos clasificados a cuartos de final por el título serán 8; estos se ordenarán según su posición general en la tabla, si alguno más bajo eliminara a uno más alto, los equipos se recorrerán según su lugar obtenido.

### Fase final
- Calificarán los mejores ocho equipos de la tabla general jugando cuartos de final en el siguiente orden de enfrentamiento, que será el mejor contra el peor equipo clasificado:
- 1.° vs 8.°
- 2.° vs 7.°
- 3.° vs 6.°
- 4.° vs 5.°

- En semifinales participarán los cuatro clubes vencedores de cuartos de final, reubicándolos del uno al cuatro, de acuerdo a su mejor posición en la Tabla General de Clasificación al término de la jornada 21, enfrentándose 1° vs 4° y 2° vs 3°.

- Disputarán el título de Campeón del  Torneo Invierno 1998 los dos clubes vencedores de la fase semifinal.

Todos los partidos de esta fase serán en formato de ida y vuelta, eligiendo siempre el club que haya quedado mejor ubicado en la Tabla General de Clasificación el horario de su partido como local.
El club que ganara el torneo disputaría de ser necesario el juego de ascenso a Primera División Profesional, para que tal juego se pueda efectuar deberá haber un ganador distinto al del Torneo de Invierno 1998, en caso de que el campeón vigente lograra ganar el presente torneo este ascenderá automáticamente sin necesidad de jugar esta serie.

## Equipos participantes
En el Draft de la Primera A de 1998; se continua el proyecto de filiales con equipos de Primera División, no hubo cambios en el organigrama con respecto al ciclo anterior, salvo que Tampico Madero fue inscrito para este ciclo, se calendarizo el torneo incluyéndoles, pero los propietarios José Abed y Julián Abed fusionaron el equipo cuando vendieron al club Puebla FC al ing Francisco Bernat Cid; el equipo al no continuar como Filial de Puebla la FMF determinó desafiliarlos cuando ya se jugaba la segunda jornada del torneo. Por este motivo los rivales de Tampico fueron exentos de disputar la jornada correspondiente entonces hubo 2 equipos sin jugar cada jornada.
El club ascendido de la Segunda División fue Gallos de Aguascalientes; el equipo que descendió de Primera División fue Veracruz.

### Localización
| Tijuana Zacatecas Correcaminos Tigrillos Saltillo La Piedad Bachilleres Colima U de C Irapuato SF Aguascalientes Querétaro Real San Luis Mexiquense Cruz Azul Hidalgo Zacatepec Veracruz Venados Cuautitlán | \| Entidad Federativa \| N.º \| Equipos \| \| ------------------ \| --- \| --------------------------------------------- \| \| Guanajuato \| 3 \| Irapuato, San Francisco y Unión de Curtidores \| \| Estado de México \| 2 \| Atlético Mexiquense y Cuautitlán \| \| Jalisco \| 1 \| Atlético Bachilleres \| \| Nuevo León \| 1 \| Tigrillos \| \| Tamaulipas \| 1 \| Correcaminos \| \| Michoacán \| 1 \| La Piedad \| \| Colima \| 1 \| Jaguares de Colima \| \| Estado de Hidalgo \| 1 \| Cruz Azul Hidalgo \| \| Querétaro \| 1 \| Halcones de Querétaro \| \| Aguascalientes \| 1 \| Gallos de Aguascalientes \| \| Baja California \| 1 \| Chivas Tijuana \| \| Zacatecas \| 1 \| Zacatecas \| \| San Luis Potosí \| 1 \| Real San Luis \| \| Coahuila \| 1 \| Saltillo \| \| Yucatán \| 1 \| Venados \| \| Morelos \| 1 \| Zacatepec \| \| Veracruz \| 1 \| Veracruz \| |                                               |
| Entidad Federativa | N.º | Equipos                                       |
| Guanajuato | 3 | Irapuato, San Francisco y Unión de Curtidores |
| Estado de México | 2 | Atlético Mexiquense y Cuautitlán              |
| Jalisco | 1 | Atlético Bachilleres                          |
| Nuevo León | 1 | Tigrillos                                     |
| Tamaulipas | 1 | Correcaminos                                  |
| Michoacán | 1 | La Piedad                                     |
| Colima | 1 | Jaguares de Colima                            |
| Estado de Hidalgo | 1 | Cruz Azul Hidalgo                             |
| Querétaro | 1 | Halcones de Querétaro                         |
| Aguascalientes | 1 | Gallos de Aguascalientes                      |
| Baja California | 1 | Chivas Tijuana                                |
| Zacatecas | 1 | Zacatecas                                     |
| San Luis Potosí | 1 | Real San Luis                                 |
| Coahuila | 1 | Saltillo                                      |
| Yucatán | 1 | Venados                                       |
| Morelos | 1 | Zacatepec                                     |
| Veracruz | 1 | Veracruz                                      |

### Información
| \| Equipo \| Sede \| Estadio \| Capacidad \| Filial \| \| ------------------------------ \| ------------------------------------ \| ---------------------------- \| --------- \| ------------------------ \| \| Aguascalientes (AGS) \| Aguascalientes, Aguascalientes \| Municipal de Aguascalientes \| 8.800 \| \| \| Atlético Mexiquense (AMX) \| Toluca de Lerdo, México \| La Bombonera \| 35.000 \| Diablos Rojos del Toluca \| \| Atlético Bachilleres (BAC) \| Guadalajara, Jalisco \| Jalisco \| 60.000 \| Zorros del Atlas \| \| Chivas Tijuana (TIJ) \| Tijuana, Baja California \| Cerro Colorado \| 12.000 \| Chivas de Guadalajara \| \| Cruz Azul Hidalgo (CAZ) \| Ciudad Cooperativa, Hidalgo \| 10 de diciembre \| 10.000 \| Máquina del Cruz Azul \| \| Correcaminos (UAT) \| Ciudad Victoria, Tamaulipas \| Marte R. Gómez \| 20.000 \| Tuzos Pachuca \| \| Cuautitlán (CUA) \| Cuautitlán Izcalli, México \| Los Pinos \| 8.000 \| Rayos del Necaxa \| \| Halcones de Querétaro (HAL) \| Querétaro, Querétaro \| Corregidora \| 35.000 \| Águilas del América \| \| Irapuato (IRA) \| Irapuato, Guanajuato \| Sergio León Chávez \| 26.000 \| Potros del Atlante \| \| Jaguares de Colima (JDC) \| Colima, Colima \| Colima \| 10.000 \| Tecos de la U.A.G \| \| Club de Fútbol La Piedad (LAP) \| La Piedad, Michoacán \| Juan N. López \| 20.000 \| Atlético Morelia \| \| Real San Luis (RSL) \| San Luis Potosí, San Luis Potosí \| Plan de San Luis \| 18.000 \| Pumas de la UNAM \| \| RSD Zacatecas (RSZ) \| Zacatecas, Estado de Zacatecas \| Francisco Villa \| 18.000 \| Santos de Torreón \| \| San Francisco (ASF) \| San Francisco del Rincón, Guanajuato \| San Francisco \| 8.000 \| Atlético Celaya \| \| Saltillo (SAL) \| Saltillo, Coahuila \| Olímpico Francisco I. Madero \| 10.000 \| Rayados de Monterrey \| \| Tigrillos (TIG) \| San Nicolás de los Garza, Nuevo León \| Universitario \| 40.000 \| Tigres de la UANL \| \| Unión de Curtidores (UDC) \| León, Guanajuato \| La Martinica \| 12.000 \| Panzas del León \| \| Veracruz (VER) \| Veracruz, Veracruz \| Luis Pirata Fuente \| 33.000 \| Camoteros de Puebla \| \| Venados de Yucatán (ATY) \| Mérida, Yucatán \| Carlos Iturralde \| 24,000 \| \| \| Zacatepec (ZAC) \| Zacatepec, Morelos \| Agustín Coruco Díaz \| 18.000 \| Toros Neza \| |                                      |                              |           |                          |
| Equipo | Sede                                 | Estadio                      | Capacidad | Filial                   |
| Aguascalientes (AGS) | Aguascalientes, Aguascalientes       | Municipal de Aguascalientes  | 8.800     |                          |
| Atlético Mexiquense (AMX) | Toluca de Lerdo, México              | La Bombonera                 | 35.000    | Diablos Rojos del Toluca |
| Atlético Bachilleres (BAC) | Guadalajara, Jalisco                 | Jalisco                      | 60.000    | Zorros del Atlas         |
| Chivas Tijuana (TIJ) | Tijuana, Baja California             | Cerro Colorado               | 12.000    | Chivas de Guadalajara    |
| Cruz Azul Hidalgo (CAZ) | Ciudad Cooperativa, Hidalgo          | 10 de diciembre              | 10.000    | Máquina del Cruz Azul    |
| Correcaminos (UAT) | Ciudad Victoria, Tamaulipas          | Marte R. Gómez               | 20.000    | Tuzos Pachuca            |
| Cuautitlán (CUA) | Cuautitlán Izcalli, México           | Los Pinos                    | 8.000     | Rayos del Necaxa         |
| Halcones de Querétaro (HAL) | Querétaro, Querétaro                 | Corregidora                  | 35.000    | Águilas del América      |
| Irapuato (IRA) | Irapuato, Guanajuato                 | Sergio León Chávez           | 26.000    | Potros del Atlante       |
| Jaguares de Colima (JDC) | Colima, Colima                       | Colima                       | 10.000    | Tecos de la U.A.G        |
| Club de Fútbol La Piedad (LAP) | La Piedad, Michoacán                 | Juan N. López                | 20.000    | Atlético Morelia         |
| Real San Luis (RSL) | San Luis Potosí, San Luis Potosí     | Plan de San Luis             | 18.000    | Pumas de la UNAM         |
| RSD Zacatecas (RSZ) | Zacatecas, Estado de Zacatecas       | Francisco Villa              | 18.000    | Santos de Torreón        |
| San Francisco (ASF) | San Francisco del Rincón, Guanajuato | San Francisco                | 8.000     | Atlético Celaya          |
| Saltillo (SAL) | Saltillo, Coahuila                   | Olímpico Francisco I. Madero | 10.000    | Rayados de Monterrey     |
| Tigrillos (TIG) | San Nicolás de los Garza, Nuevo León | Universitario                | 40.000    | Tigres de la UANL        |
| Unión de Curtidores (UDC) | León, Guanajuato                     | La Martinica                 | 12.000    | Panzas del León          |
| Veracruz (VER) | Veracruz, Veracruz                   | Luis Pirata Fuente           | 33.000    | Camoteros de Puebla      |
| Venados de Yucatán (ATY) | Mérida, Yucatán                      | Carlos Iturralde             | 24,000    |                          |
| Zacatepec (ZAC) | Zacatepec, Morelos                   | Agustín Coruco Díaz          | 18.000    | Toros Neza               |

## Torneo Regular
| Yucatán             | 2-0      | Chivas Tijuana     | Carlos Iturralde    | 25 de julio | 15:30       |
| RSD Zacatecas       | 2-1      | Jaguares de Colima | Francisco Villa     | 25 de julio | 19:00       |
| Real San Luis       | 2-0      | Mexiquense         | Plan de San Luis    | 25 de julio | 20:15       |
| Tigrillos           | 5-0      | Cruz Azul Hidalgo  | Universitario       | 25 de julio | 21:00       |
| Correcaminos        | 2-0      | Veracruz           | Marte R. Gómez      | 26 de julio | 12:00       |
| Unión de Curtidores | 3-1      | Aguascalientes     | La Martinica        | 26 de julio | 12:00       |
| Cuautitlán          | 4-2      | San Francisco      | Los Pinos           | 26 de julio | 12:00       |
| Zacatepec           | 2-2      | Saltillo           | Agustín Coruco Díaz | 26 de julio | 15:00       |
| La Piedad           | 3-1      | Halcones Querétaro | Juan N. López       | 26 de julio | 15:00       |
| Descanso            | Irapuato | Irapuato           | Bachilleres         | Bachilleres | Bachilleres |

| Mexiquense         | 2-2          | Tigrillos           | La Bombonera           | 1 de agosto    | 12:00          |
| San Francisco      | 1-1          | Zacatepec           | San Francisco          | 1 de agosto    | 15:00          |
| Cruz Azul Hidalgo  | 5-1          | Yucatán             | 10 de diciembre        | 1 de agosto    | 15:00          |
| Veracruz           | 1-2          | Cuautitlán          | Luis Pirata Fuente     | 1 de agosto    | 16:00          |
| Halcones Querétaro | 2-2          | RSD Zacatecas       | Corregidora            | 1 de agosto    | 17:00          |
| Jaguares de Colima | 2-1          | Real San Luis       | Colima                 | 1 de agosto    | 17:00          |
| Saltillo           | 0-6          | La Piedad           | O. Francisco I. Madero | 1 de agosto    | 17:00          |
| Irapuato           | 5-2          | Bachilleres         | Sergio León Chávez     | 2 de agosto    | 12:00          |
| Chivas Tijuana     | 3-0          | Unión de Curtidores | Cerro Colorado         | 2 de agosto    | 14:00          |
| Descanso           | Correcaminos | Correcaminos        | Aguascalientes         | Aguascalientes | Aguascalientes |

| Yucatán             | 5-2         | Mexiquense         | Carlos Iturralde    | 8 de agosto | 15:30      |
| Aguascalientes      | 2-0         | Chivas Tijuana     | Municipal           | 8 de agosto | 17:00      |
| RSD Zacatecas       | 1-1         | Saltillo           | Francisco Villa     | 8 de agosto | 19:00      |
| Real San Luis       | 2-2         | Halcones Querétaro | Plan de San Luis    | 8 de agosto | 20:15      |
| Tigrillos           | 2-2         | Jaguares de Colima | Universitario       | 8 de agosto | 21:00      |
| Unión de Curtidores | 1-1         | Cruz Azul Hidalgo  | La Martinica        | 9 de agosto | 12:00      |
| Correcaminos        | 0-2         | Irapuato           | Marte R. Gómez      | 9 de agosto | 12:00      |
| Zacatepec           | 2-2         | Veracruz           | Agustín Coruco Díaz | 9 de agosto | 15:00      |
| La Piedad           | 0-1         | San Francisco      | Juan N. López       | 9 de agosto | 16:00      |
| Descanso            | Bachilleres | Bachilleres        | Cuautitlán          | Cuautitlán  | Cuautitlán |

| Bachilleres        | 2-2            | Correcaminos        | Jalisco                | 14 de agosto | 20:45     |
| Mexiquense         | 1-2            | Unión de Curtidores | La Bombonera           | 15 de agosto | 12:00     |
| San Francisco      | 2-3            | RSD Zacatecas       | San Francisco          | 15 de agosto | 15:00     |
| Cruz Azul Hidalgo  | 1-1            | Aguascalientes      | 10 de diciembre        | 15 de agosto | 15:00     |
| Veracruz           | 6-0            | La Piedad           | Luis Pirata Fuente     | 15 de agosto | 16:00     |
| Halcones Querétaro | 1-1            | Tigrillos           | Corregidora            | 15 de agosto | 17:00     |
| Saltillo           | 1-1            | Real San Luis       | O. Francisco I. Madero | 15 de agosto | 17:00     |
| Jaguares de Colima | 1-2            | Yucatán             | Colima                 | 15 de agosto | 17:00     |
| Irapuato           | 5-2            | Cuautitlán          | Sergio León Chávez     | 16 de agosto | 12:00     |
| Descanso           | Chivas Tijuana | Chivas Tijuana      | Zacatepec              | Zacatepec    | Zacatepec |

| Zacatepec           | 7-3       | Irapuato           | Agustín Coruco Díaz | 19 de agosto | 16:00        |
| Cuautitlán          | 0-2       | Bachilleres        | Los Pinos           | 19 de agosto | 16:00        |
| Unión de Curtidores | 1-2       | Jaguares de Colima | La Martinica        | 19 de agosto | 17:00        |
| Aguascalientes      | 2-1       | Mexiquense         | Municipal           | 19 de agosto | 17:00        |
| Tigrillos           | 2-2       | Saltillo           | Universitario       | 19 de agosto | 19:00        |
| Chivas Tijuana      | 2-1       | Cruz Azul Hidalgo  | Cerro Colorado      | 19 de agosto | 19:30        |
| RSD Zacatecas       | 5-2       | Veracruz           | Francisco Villa     | 19 de agosto | 20:00        |
| Real San Luis       | 1-2       | San Francisco      | Plan de San Luis    | 19 de agosto | 20:15        |
| Yucatán             | 1-1       | Halcones Querétaro | Carlos Iturralde    | 19 de agosto | 20:15        |
| Descanso            | La Piedad | La Piedad          | Correcaminos        | Correcaminos | Correcaminos |

| Mexiquense         | 1-1           | Chivas Tijuana      | La Bombonera           | 22 de agosto      | 12:00             |
| San Francisco      | 2-1           | Tigrillos           | San Francisco          | 22 de agosto      | 15:00             |
| Veracruz           | 1-1           | Real San Luis       | Luis Pirata Fuente     | 22 de agosto      | 16:00             |
| Halcones Querétaro | 1-2           | Unión de Curtidores | Corregidora            | 22 de agosto      | 17:00             |
| Saltillo           | 3-4           | Yucatán             | O. Francisco I. Madero | 22 de agosto      | 17:00             |
| Jaguares de Colima | 0-2           | Aguascalientes      | Colima                 | 22 de agosto      | 17:00             |
| Bachilleres        | 2-2           | Zacatepec           | Jalisco                | 22 de agosto      | 18:00             |
| Irapuato           | 4-1           | La Piedad           | Sergio León Chávez     | 23 de agosto      | 12:00             |
| Correcaminos       | 1-0           | Cuautitlán          | Marte R. Gómez         | 23 de agosto      | 12:00             |
| Descanso:          | RSD Zacatecas | RSD Zacatecas       | Cruz Azul Hidalgo      | Cruz Azul Hidalgo | Cruz Azul Hidalgo |

| Cruz Azul Hidalgo   | 2-1        | Mexiquense         | 10 de diciembre     | 29 de agosto  | 15:00         |
| Yucatán             | 2-0        | San Francisco      | Carlos Iturralde    | 29 de agosto  | 15:30         |
| Aguascalientes      | 2-2        | Halcones Querétaro | Municipal           | 29 de agosto  | 17:00         |
| RSD Zacatecas       | 1-3        | Irapuato           | Francisco Villa     | 29 de agosto  | 19:00         |
| Tigrillos           | 1-0        | Veracruz           | Universitario       | 29 de agosto  | 21:00         |
| Unión de Curtidores | 1-2        | Saltillo           | La Martinica        | 30 de agosto  | 12:00         |
| Chivas Tijuana      | 2-1        | Jaguares de Colima | Cerro Colorado      | 30 de agosto  | 14:00         |
| Zacatepec           | 0-2        | Correcaminos       | Agustín Coruco Díaz | 30 de agosto  | 15:00         |
| La Piedad           | 0-0        | Bachilleres        | Juan N. López       | 30 de agosto  | 16:00         |
| Descanso            | Cuautitlán | Cuautitlán         | Real San Luis       | Real San Luis | Real San Luis |

| Bachilleres        | 2-2        | RSD Zacatecas       | Jalisco                | 4 de septiembre | 20:45     |
| San Francisco      | 2-2        | Unión de Curtidores | San Francisco          | 5 de septiembre | 15:00     |
| Veracruz           | 2-0        | Yucatán             | Luis Pirata Fuente     | 5 de septiembre | 16:00     |
| Halcones Querétaro | 0-0        | Chivas Tijuana      | Corregidora            | 5 de septiembre | 17:00     |
| Saltillo           | 4-0        | Aguascalientes      | O. Francisco I. Madero | 5 de septiembre | 17:00     |
| Jaguares de Colima | 0-1        | Cruz Azul Hidalgo   | Colima                 | 5 de septiembre | 17:00     |
| Irapuato           | 3-3        | Real San Luis       | Sergio León Chávez     | 6 de septiembre | 12:00     |
| Correcaminos       | 3-2        | La Piedad           | Marte R. Gómez         | 6 de septiembre | 12:00     |
| Cuautitlán         | 5-1        | Zacatepec           | Los Pinos              | 6 de septiembre | 12:00     |
| Descanso           | Mexiquense | Mexiquense          | Tigrillos              | Tigrillos       | Tigrillos |

| Mexiquense          | 3-1       | Jaguares de Colima | La Bombonera     | 12 de septiembre | 12:00   |
| Cruz Azul Hidalgo   | 1-1       | Halcones Querétaro | 10 de diciembre  | 12 de septiembre | 15:00   |
| Aguascalientes      | 2-1       | San Francisco      | Municipal        | 12 de septiembre | 17:00   |
| RSD Zacatecas       | 1-2       | Correcaminos       | Francisco Villa  | 12 de septiembre | 19:00   |
| Real San Luis       | 3-1       | Bachilleres        | Plan de San Luis | 12 de septiembre | 20:15   |
| Tigrillos           | 1-1       | Irapuato           | Universitario    | 12 de septiembre | 21:00   |
| Unión de Curtidores | 3-3       | Veracruz           | La Martinica     | 13 de septiembre | 12:00   |
| Chivas Tijuana      | 1-1       | Saltillo           | Cerro Colorado   | 13 de septiembre | 14:00   |
| La Piedad           | 3-1       | Cuautitlán         | Juan N. López    | 13 de septiembre | 16:00   |
| Descanso:           | Zacatepec | Zacatepec          | Yucatán          | Yucatán          | Yucatán |

| Cuautitlán         | 2-2                | RSD Zacatecas      | Los Pinos              | 16 de septiembre    | 12:00               |
| Correcaminos       | 2-2                | Real San Luis      | Marte R. Gómez         | 16 de septiembre    | 12:00               |
| Irapuato           | 3-2                | Yucatán            | Sergio León Chávez     | 16 de septiembre    | 12:00               |
| Bachilleres        | 1-0                | Tigrillos          | Jalisco                | 16 de septiembre    | 12:00               |
| San Francisco      | 1-2                | Chivas Tijuana     | San Francisco          | 16 de septiembre    | 15:00               |
| Zacatepec          | 3-1                | La Piedad          | Agustín Coruco Díaz    | 16 de septiembre    | 15:00               |
| Veracruz           | 2-1                | Aguascalientes     | Luis Pirata Fuente     | 16 de septiembre    | 16:00               |
| Saltillo           | 0-1                | Cruz Azul Hidalgo  | O. Francisco I. Madero | 16 de septiembre    | 17:00               |
| Halcones Querétaro | 1-1                | Mexiquense         | Corregidora            | 16 de septiembre    | 17:00               |
| Descanso           | Jaguares de Colima | Jaguares de Colima | Unión de Curtidores    | Unión de Curtidores | Unión de Curtidores |

| Mexiquense          | 2-2       | Saltillo           | La Bombonera     | 19 de septiembre | 12:00          |
| Cruz Azul Hidalgo   | 1-1       | San Francisco      | 10 de diciembre  | 19 de septiembre | 15:00          |
| Yucatán             | 3-2       | Bachilleres        | Carlos Iturralde | 19 de septiembre | 15:30          |
| Jaguares de Colima  | 1-1       | Halcones Querétaro | Colima           | 19 de septiembre | 17:00          |
| RSD Zacatecas       | 3-2       | Zacatepec          | Francisco Villa  | 19 de septiembre | 19:00          |
| Real San Luis       | 3-2       | Cuautitlán         | Plan de San Luis | 19 de septiembre | 20:15          |
| Tigrillos           | 2-3       | Correcaminos       | Universitario    | 19 de septiembre | 21:00          |
| Unión de Curtidores | 3-3       | Irapuato           | La Martinica     | 20 de septiembre | 12:00          |
| Chivas Tijuana      | 3-4       | Veracruz           | Cerro Colorado   | 20 de septiembre | 14:00          |
| Descanso            | La Piedad | La Piedad          | Aguascalientes   | Aguascalientes   | Aguascalientes |

| Bachilleres   | 1-0                | Unión de Curtidores | Jalisco                | 25 de septiembre | 20:45          |
| San Francisco | 1-1                | Mexiquense          | San Francisco          | 26 de septiembre | 15:00          |
| Veracruz      | 2-1                | Cruz Azul Hidalgo   | Luis Pirata Fuente     | 26 de septiembre | 16:00          |
| Saltillo      | 1-2                | Jaguares de Colima  | O. Francisco I. Madero | 26 de septiembre | 17:00          |
| Irapuato      | 1-2                | Aguascalientes      | Sergio León Chávez     | 27 de septiembre | 12:00          |
| Correcaminos  | 2-2                | Yucatán             | Marte R. Gómez         | 27 de septiembre | 12:00          |
| Cuautitlán    | 0-0                | Tigrillos           | Los Pinos              | 27 de septiembre | 12:00          |
| Zacatepec     | 2-1                | Real San Luis       | Agustín Coruco Díaz    | 27 de septiembre | 15:00          |
| La Piedad     | 2-1                | RSD Zacatecas       | Juan N. López          | 27 de septiembre | 16:00          |
| Descanso      | Halcones Querétaro | Halcones Querétaro  | Chivas Tijuana         | Chivas Tijuana   | Chivas Tijuana |

| Mexiquense          | 3-2               | Veracruz          | La Bombonera     | 3 de octubre  | 12:00         |
| Yucatán             | 1-0               | Cuautitlán        | Carlos Iturralde | 3 de octubre  | 15:30         |
| Aguascalientes      | 3-3               | Bachilleres       | Municipal        | 3 de octubre  | 17:00         |
| Halcones Querétaro  | 2-1               | Saltillo          | Corregidora      | 3 de octubre  | 17:00         |
| Jaguares de Colima  | 3-2               | San Francisco     | Colima           | 3 de octubre  | 17:00         |
| Real San Luis       | 5-0               | La Piedad         | Plan de San Luis | 3 de octubre  | 20:15         |
| Tigrillos           | 1-0               | Zacatepec         | Universitario    | 3 de octubre  | 21:00         |
| Unión de Curtidores | 4-2               | Correcaminos      | La Martinica     | 4 de octubre  | 12:00         |
| Chivas Tijuana      | 2-1               | Irapuato          | Cerro Colorado   | 4 de octubre  | 14:00         |
| Descanso            | Cruz Azul Hidalgo | Cruz Azul Hidalgo | RSD Zacatecas    | RSD Zacatecas | RSD Zacatecas |

| Bachilleres   | 1-2      | Chivas Tijuana      | Jalisco             | 9 de octubre  | 20:45      |
| San Francisco | 1-1      | Halcones Querétaro  | San Francisco       | 10 de octubre | 15:00      |
| Veracruz      | 3-1      | Jaguares de Colima  | Luis Pirata Fuente  | 10 de octubre | 16:00      |
| RSD Zacatecas | 2-2      | Real San Luis       | Francisco Villa     | 10 de octubre | 19:00      |
| Irapuato      | 1-1      | Cruz Azul Hidalgo   | Sergio León Chávez  | 11 de octubre | 12:00      |
| Correcaminos  | 1-3      | Aguascalientes      | Marte R. Gómez      | 11 de octubre | 12:00      |
| Cuautitlán    | 2-1      | Unión de Curtidores | Los Pinos           | 11 de octubre | 12:00      |
| Zacatepec     | 5-3      | Yucatán             | Agustín Coruco Díaz | 11 de octubre | 15:00      |
| La Piedad     | 2-0      | Tigrillos           | Juan N. López       | 11 de octubre | 15:00      |
| Descanso      | Saltillo | Saltillo            | Mexiquense          | Mexiquense    | Mexiquense |

| Mexiquense          | 0-2           | Irapuato      | La Bombonera           | 21 de octubre      | 12:00              |
| Cruz Azul Hidalgo   | 6-2           | Bachilleres   | 10 de diciembre        | 14 de octubre      | 15:00              |
| Aguascalientes      | 1-3           | Cuautitlán    | Municipal              | 17:00              |                    |
| Halcones Querétaro  | 3-3           | Veracruz      | Corregidora            | 17:00              |                    |
| Unión de Curtidores | 1-1           | Zacatepec     | La Martinica           | 17:00              |                    |
| Saltillo            | 0-1           | San Francisco | O. Francisco I. Madero | 17:00              |                    |
| Tigrillos           | 2-0           | RSD Zacatecas | Universitario          | 19:00              |                    |
| Chivas Tijuana      | 1-1           | Correcaminos  | Cerro Colorado         | 19:30              |                    |
| Yucatán             | 2-2           | La Piedad     | Carlos Iturralde       | 20:15              |                    |
| Descanso            | Real San Luis | Real San Luis | Jaguares de Colima     | Jaguares de Colima | Jaguares de Colima |

| Veracruz      | 4-1           | Saltillo            | Luis Pirata Fuente  | 17 de octubre      | 16:00              |
| Bachilleres   | 2-0           | Mexiquense          | Jalisco             | 17 de octubre      | 18:00              |
| RSD Zacatecas | 1-2           | Yucatán             | Francisco Villa     | 17 de octubre      | 19:00              |
| Real San Luis | 3-1           | Tigrillos           | Plan de San Luis    | 17 de octubre      | 20:15              |
| Irapuato      | 2-0           | Jaguares de Colima  | Sergio León Chávez  | 18 de octubre      | 12:00              |
| Correcaminos  | 2-2           | Cruz Azul Hidalgo   | Marte R. Gómez      | 18 de octubre      | 12:00              |
| Cuautitlán    | 4-1           | Chivas Tijuana      | Los Pinos           | 18 de octubre      | 12:00              |
| Zacatepec     | 4-2           | Aguascalientes      | Agustín Coruco Díaz | 18 de octubre      | 15:00              |
| La Piedad     | 0-0           | Unión de Curtidores | Juan N. López       | 18 de octubre      | 15:00              |
| Descanso      | San Francisco | San Francisco       | Halcones Querétaro  | Halcones Querétaro | Halcones Querétaro |

| Chivas Tijuana      | 2 - 2     | Zacatepec     | Cerro Colorado   | 23 de octubre | 20:00    |
| Unión de Curtidores | 4 - 1     | RSD Zacatecas | La Martinica     | 24 de octubre | 12:00    |
| Cruz Azul Hidalgo   | 2 - 0     | Cuautitlán    | 10 de diciembre  | 24 de octubre | 12:00    |
| Mexiquense          | 0 - 2     | Correcaminos  | La Bombonera     | 24 de octubre | 15:00    |
| Aguascalientes      | 2 - 0     | La Piedad     | Municipal        | 24 de octubre | 17:00    |
| Halcones Querétaro  | 1 - 4     | Irapuato      | Corregidora      | 25 de octubre | 12:00    |
| San Francisco       | 0 - 0     | Veracruz      | San Francisco    | 25 de octubre | 12:00    |
| Yucatán             | 3 - 2     | Real San Luis | Carlos Iturralde | 25 de octubre | 16:00    |
| Jaguares de Colima  | 1 - 2     | Bachilleres   | Colima           | 25 de octubre | 18:00    |
| Descanso            | Tigrillos | Tigrillos     | Saltillo         | Saltillo      | Saltillo |

| Bachilleres   | 1-2      | Halcones Querétaro  | Jalisco             | 30 de octubre  | 20:45         |
| RSD Zacatecas | 1-2      | Aguascalientes      | Francisco Villa     | 31 de octubre  | 19:00         |
| Real San Luis | 1-2      | Unión de Curtidores | Plan de San Luis    | 31 de octubre  | 20:15         |
| Tigrillos     | 0-0      | Yucatán             | Universitario       | 31 de octubre  | 21:00         |
| Irapuato      | 2-1      | Saltillo            | Sergio León Chávez  | 1 de noviembre | 12:00         |
| Correcaminos  | 1-0      | Jaguares de Colima  | Marte R. Gómez      | 1 de noviembre | 12:00         |
| Cuautitlán    | 1-3      | Mexiquense          | Los Pinos           | 1 de noviembre | 12:00         |
| La Piedad     | 2-2      | Chivas Tijuana      | Juan N. López       | 1 de noviembre | 15:00         |
| Zacatepec     | 1-1      | Cruz Azul Hidalgo   | Agustín Coruco Díaz | 1 de noviembre | 15:00         |
| Descanso      | Veracruz | Veracruz            | San Francisco       | San Francisco  | San Francisco |

| Mexiquense          | 4-4     | Zacatepec     | La Bombonera           | 7 de noviembre | 12:00    |
| Cruz Azul Hidalgo   | 3-1     | La Piedad     | 10 de diciembre        | 7 de noviembre | 15:00    |
| Aguascalientes      | 2-1     | Real San Luis | Municipal              | 7 de noviembre | 16:00    |
| Halcones Querétaro  | 2-2     | Correcaminos  | Corregidora            | 7 de noviembre | 17:00    |
| Saltillo            | 0-1     | Bachilleres   | O. Francisco I. Madero | 7 de noviembre | 17:00    |
| Jaguares de Colima  | 5-2     | Cuautitlán    | Colima                 | 7 de noviembre | 17:00    |
| Unión de Curtidores | 1-1     | Tigrillos     | La Martinica           | 8 de noviembre | 12:00    |
| San Francisco       | 1-0     | Irapuato      | San Francisco          | 8 de noviembre | 12:00    |
| Chivas Tijuana      | 1-2     | RSD Zacatecas | Cerro Colorado         | 8 de noviembre | 14:00    |
| Descanso            | Yucatán | Yucatán       | Veracruz               | Veracruz       | Veracruz |

| Bachilleres   | 2-0 | San Francisco       | Jalisco             | 13 de noviembre | 20:45 |
| Yucatán       | 1-0 | Unión de Curtidores | Carlos Iturralde    | 14 de noviembre | 15:30 |
| RSD Zacatecas | 3-4 | Cruz Azul Hidalgo   | Francisco Villa     | 14 de noviembre | 19:00 |
| Real San Luis | 2-1 | Chivas Tijuana      | Plan de San Luis    | 14 de noviembre | 20:15 |
| Tigrillos     | 1-2 | Aguascalientes      | Universitario       | 14 de noviembre | 21:00 |
| Irapuato      | 2-2 | Veracruz            | Sergio León Chávez  | 15 de noviembre | 12:00 |
| Correcaminos  | 1-1 | Saltillo            | Marte R. Gómez      | 15 de noviembre | 12:00 |
| Cuautitlán    | 1-1 | Halcones Querétaro  | Los Pinos           | 15 de noviembre | 12:00 |
| Zacatepec     | 1-2 | Jaguares de Colima  | Agustín Coruco Díaz | 15 de noviembre | 15:00 |
| La Piedad     | 3-3 | Mexiquense          | Juan N. López       | 15 de noviembre | 15:00 |

| Chivas Tijuana     | 1-0                 | Tigrillos           | Cerro Colorado         | 22 de noviembre | 15:00    |
| Cruz Azul Hidalgo  | 0-4                 | Real San Luis       | 10 de diciembre        | 22 de noviembre | 15:00    |
| Mexiquense         | 1-3                 | RSD Zacatecas       | La Bombonera           | 22 de noviembre | 15:00    |
| Aguascalientes     | 1-0                 | Yucatán             | Municipal              | 22 de noviembre | 15:00    |
| Halcones Querétaro | 1-1                 | Zacatepec           | Corregidora            | 22 de noviembre | 15:00    |
| San Francisco      | 1-0                 | Correcaminos        | San Francisco          | 22 de noviembre | 15:00    |
| Veracruz           | 1-0                 | Bachilleres         | Luis Pirata Fuente     | 22 de noviembre | 15:00    |
| Saltillo           | 2-1                 | Cuautitlán          | O. Francisco I. Madero | 22 de noviembre | 15:00    |
| Jaguares de Colima | 2-1                 | La Piedad           | Colima                 | 22 de noviembre | 15:00    |
| Descanso:          | Unión de Curtidores | Unión de Curtidores | Irapuato               | Irapuato        | Irapuato |

## Grupos

### Grupo 1
| Pos. | Equipo           | Pts. | PJ | G | E  | P  | GF | GC | Dif. | Clasificación                   |
| ---- | ---------------- | ---- | -- | - | -- | -- | -- | -- | ---- | ------------------------------- |
| 1    | Veracruz         | 30   | 19 | 8 | 6  | 5  | 40 | 31 | +9   | Cuartos de final de la liguilla |
| 2    | Correcaminos UAT | 28   | 19 | 7 | 7  | 5  | 30 | 29 | +1   | Cuartos de final de la liguilla |
| 3    | Colima           | 23   | 19 | 7 | 2  | 10 | 27 | 32 | −5   |                                 |
| 4    | Tigrillos        | 20   | 19 | 4 | 8  | 7  | 23 | 23 | 0    |                                 |
| 5    | Halcones         | 20   | 19 | 2 | 14 | 3  | 26 | 30 | −4   |                                 |

 Fuente: [cita requerida]

### Grupo 2
| Pos. | Equipo              | Pts. | PJ | G  | E | P | GF | GC | Dif. | Clasificación                   |
| ---- | ------------------- | ---- | -- | -- | - | - | -- | -- | ---- | ------------------------------- |
| 1    | Irapuato            | 35   | 19 | 10 | 5 | 4 | 47 | 32 | +15  | Cuartos de final de la liguilla |
| 2    | Yucatán (C)         | 34   | 19 | 10 | 4 | 5 | 36 | 32 | +4   | Cuartos de final de la liguilla |
| 3    | Chivas Tijuana      | 27   | 19 | 7  | 6 | 6 | 27 | 28 | −1   | Reclasificación a liguilla      |
| 4    | Unión de Curtidores | 25   | 19 | 6  | 7 | 6 | 31 | 29 | +2   |                                 |
| 5    | RS de Zacatecas     | 23   | 19 | 6  | 5 | 8 | 36 | 39 | −3   |                                 |

 Fuente: [cita requerida]

### Grupo 3
| Pos. | Equipo               | Pts. | PJ | G  | E | P  | GF | GC | Dif. | Clasificación                   |
| ---- | -------------------- | ---- | -- | -- | - | -- | -- | -- | ---- | ------------------------------- |
| 1    | Aguascalientes       | 36   | 19 | 11 | 3 | 5  | 33 | 30 | +3   | Cuartos de final de la liguilla |
| 2    | Real San Luis        | 27   | 19 | 7  | 6 | 6  | 40 | 29 | +11  | Cuartos de final de la liguilla |
| 3    | Atlético Bachilleres | 26   | 19 | 7  | 5 | 7  | 29 | 32 | −3   |                                 |
| 4    | Cuautitlán           | 21   | 19 | 6  | 3 | 10 | 32 | 37 | −5   |                                 |
| 5    | Atlético Mexiquense  | 19   | 19 | 4  | 7 | 8  | 31 | 39 | −8   |                                 |

 Fuente: [cita requerida]

### Grupo 4
| Pos. | Equipo                 | Pts. | PJ | G | E | P | GF | GC | Dif. | Clasificación                   |
| ---- | ---------------------- | ---- | -- | - | - | - | -- | -- | ---- | ------------------------------- |
| 1    | Cruz Azul Hidalgo      | 31   | 19 | 8 | 7 | 4 | 34 | 29 | +5   | Cuartos de final de la liguilla |
| 2    | Zacatepec              | 24   | 19 | 5 | 9 | 5 | 41 | 39 | +2   | Reclasificación a liguilla      |
| 3    | Atlético San Francisco | 24   | 19 | 6 | 6 | 7 | 22 | 26 | −4   |                                 |
| 4    | La Piedad              | 20   | 19 | 5 | 5 | 9 | 30 | 39 | −9   |                                 |
| 5    | Saltillo Soccer        | 16   | 19 | 3 | 7 | 9 | 25 | 35 | −10  |                                 |

 Fuente: [cita requerida]

## Tabla general
| Pos. | Equipo                 | Pts. | PJ | G  | E  | P  | GF | GC | Dif. | Clasificación                   |
| ---- | ---------------------- | ---- | -- | -- | -- | -- | -- | -- | ---- | ------------------------------- |
| 1    | Aguascalientes         | 36   | 19 | 11 | 3  | 5  | 33 | 30 | +3   | Cuartos de final de la liguilla |
| 2    | Irapuato               | 35   | 19 | 10 | 5  | 4  | 47 | 32 | +15  | Cuartos de final de la liguilla |
| 3    | Yucatán (C)            | 34   | 19 | 10 | 4  | 5  | 36 | 32 | +4   | Cuartos de final de la liguilla |
| 4    | Cruz Azul Hidalgo      | 31   | 19 | 8  | 7  | 4  | 34 | 29 | +5   | Cuartos de final de la liguilla |
| 5    | Veracruz               | 30   | 19 | 8  | 6  | 5  | 40 | 31 | +9   | Cuartos de final de la liguilla |
| 6    | Correcaminos UAT       | 28   | 19 | 7  | 7  | 5  | 30 | 29 | +1   | Cuartos de final de la liguilla |
| 7    | Real San Luis          | 27   | 19 | 7  | 6  | 6  | 40 | 29 | +11  | Cuartos de final de la liguilla |
| 8    | Chivas Tijuana         | 27   | 19 | 7  | 6  | 6  | 27 | 28 | −1   | Reclasificación a liguilla      |
| 9    | Atlético Bachilleres   | 26   | 19 | 7  | 5  | 7  | 29 | 32 | −3   |                                 |
| 10   | Unión de Curtidores    | 25   | 19 | 6  | 7  | 6  | 31 | 29 | +2   |                                 |
| 11   | Zacatepec              | 24   | 19 | 5  | 9  | 5  | 41 | 39 | +2   | Reclasificación a liguilla      |
| 12   | Atlético San Francisco | 24   | 19 | 6  | 6  | 7  | 22 | 26 | −4   |                                 |
| 13   | RS de Zacatecas        | 23   | 19 | 6  | 5  | 8  | 36 | 39 | −3   |                                 |
| 14   | Colima                 | 23   | 19 | 7  | 2  | 10 | 27 | 32 | −5   |                                 |
| 15   | Cuautitlán             | 21   | 19 | 6  | 3  | 10 | 32 | 37 | −5   |                                 |
| 16   | Tigrillos              | 20   | 19 | 4  | 8  | 7  | 23 | 23 | 0    |                                 |
| 17   | Halcones               | 20   | 19 | 2  | 14 | 3  | 26 | 30 | −4   |                                 |
| 18   | La Piedad              | 20   | 19 | 5  | 5  | 9  | 30 | 39 | −9   |                                 |
| 19   | Atlético Mexiquense    | 19   | 19 | 4  | 7  | 8  | 31 | 39 | −8   |                                 |
| 20   | Saltillo Soccer        | 16   | 19 | 3  | 7  | 9  | 25 | 35 | −10  |                                 |

 Fuente: [cita requerida]

## Goleadores
| Nombre                 | Equipo     | Goles |
| ---------------------- | ---------- | ----- |
| Cristián Ariel Morales | Irapuato   | 19    |
| Daniel Fasciolli       | Veracruz   | 17    |
| Emmanuel Sacramento    | Cuautitlán | 15    |
| José Luis Malibrán     | Yucatán    | 14    |
| Israel Ayala           | San Luis   | 13    |
| Pablo Hernán Gómez     | Veracruz   | 12    |
| José Eduardo Ávila     | Cuautitlán | 11    |

| 25 de noviembre, 15:00 | Zacatepec | 2 – 0 | Chivas Tijuana | Estadio Agustín Coruco Díaz, Zacatepec |  |

| 28 de noviembre, 20:00                                                             | Chivas Tijuana | 2 – 0 | Zacatepec | Estadio del Cerro Colorado, Tijuana |  |
| Chivas Tijuana avanzó a cuartos de final por su mejor posición en la tabla general |                |       |           |                                     |  |

### Liguilla
|  | Reclasificación                                                | Reclasificación                                                | Reclasificación                                                | Reclasificación                                                | Reclasificación                                                |   |   | Cuartos de final                                             | Cuartos de final                                             | Cuartos de final                                             | Cuartos de final                                             | Cuartos de final                                             |   |  | Semifinales                                                   | Semifinales                                                   | Semifinales                                                   | Semifinales                                                   | Semifinales                                                   |   |  | Final                                                          | Final                                                          | Final                                                          | Final                                                          | Final                                                          |  |
|  | 25 de noviembre de 1998 (ida) 28 de noviembre de 1998 (vuelta) | 25 de noviembre de 1998 (ida) 28 de noviembre de 1998 (vuelta) | 25 de noviembre de 1998 (ida) 28 de noviembre de 1998 (vuelta) | 25 de noviembre de 1998 (ida) 28 de noviembre de 1998 (vuelta) | 25 de noviembre de 1998 (ida) 28 de noviembre de 1998 (vuelta) |   |   | 2 de diciembre de 1998 (ida) 6 de diciembre de 1998 (vuelta) | 2 de diciembre de 1998 (ida) 6 de diciembre de 1998 (vuelta) | 2 de diciembre de 1998 (ida) 6 de diciembre de 1998 (vuelta) | 2 de diciembre de 1998 (ida) 6 de diciembre de 1998 (vuelta) | 2 de diciembre de 1998 (ida) 6 de diciembre de 1998 (vuelta) |   |  | 9 de diciembre de 1998 (ida) 13 de diciembre de 1998 (vuelta) | 9 de diciembre de 1998 (ida) 13 de diciembre de 1998 (vuelta) | 9 de diciembre de 1998 (ida) 13 de diciembre de 1998 (vuelta) | 9 de diciembre de 1998 (ida) 13 de diciembre de 1998 (vuelta) | 9 de diciembre de 1998 (ida) 13 de diciembre de 1998 (vuelta) |   |  | 17 de diciembre de 1998 (ida) 20 de diciembre de 1998 (vuelta) | 17 de diciembre de 1998 (ida) 20 de diciembre de 1998 (vuelta) | 17 de diciembre de 1998 (ida) 20 de diciembre de 1998 (vuelta) | 17 de diciembre de 1998 (ida) 20 de diciembre de 1998 (vuelta) | 17 de diciembre de 1998 (ida) 20 de diciembre de 1998 (vuelta) |  |
|  |                                                                |                                                                |                                                                |                                                                |                                                                |   |   |                                                              |                                                              |                                                              |                                                              |                                                              |   |  |                                                               |                                                               |                                                               |                                                               |                                                               |   |  |                                                                |                                                                |                                                                |                                                                |                                                                |  |
|  |                                                                |                                                                |                                                                |                                                                |                                                                |   |   |                                                              |                                                              |                                                              |                                                              |                                                              |   |  |                                                               |                                                               |                                                               |                                                               |                                                               |   |  |                                                                |                                                                |                                                                |                                                                |                                                                |  |
|  |                                                                |                                                                |                                                                |                                                                |                                                                |   |   |                                                              |                                                              |                                                              |                                                              |                                                              |   |  |                                                               |                                                               |                                                               |                                                               |                                                               |   |  |                                                                |                                                                |                                                                |                                                                |                                                                |  |
|  |                                                                |                                                                |                                                                |                                                                |                                                                |   |   |                                                              |                                                              |                                                              |                                                              |                                                              |   |  |                                                               |                                                               |                                                               |                                                               |                                                               |   |  |                                                                |                                                                |                                                                |                                                                |                                                                |  |
|  |                                                                |                                                                |                                                                |                                                                |                                                                |   |   |                                                              |                                                              |                                                              |                                                              |                                                              |   |  |                                                               |                                                               |                                                               |                                                               |                                                               |   |  |                                                                |                                                                |                                                                |                                                                |                                                                |  |
|  |                                                                | 3                                                              | Yucatán (*)                                                    | 0                                                              | 2                                                              | 2 |   |                                                              |                                                              |                                                              |                                                              |                                                              |   |  |                                                               |                                                               |                                                               |                                                               |                                                               |   |  |                                                                |                                                                |                                                                |                                                                |                                                                |  |
|  |                                                                |                                                                |                                                                |                                                                |                                                                | 2 |   |                                                              |                                                              |                                                              |                                                              |                                                              |   |  |                                                               |                                                               |                                                               |                                                               |                                                               |   |  |                                                                |                                                                |                                                                |                                                                |                                                                |  |
|  |                                                                |                                                                | 6                                                              | Correcaminos UAT                                               | 2                                                              | 0 | 2 |                                                              |                                                              |                                                              |                                                              |                                                              |   |  |                                                               |                                                               |                                                               |                                                               |                                                               |   |  |                                                                |                                                                |                                                                |                                                                |                                                                |  |
|  |                                                                |                                                                | 6                                                              | Correcaminos UAT                                               | 2                                                              | 0 | 2 |                                                              |                                                              |                                                              |                                                              |                                                              |   |  |                                                               |                                                               |                                                               |                                                               |                                                               |   |  |                                                                |                                                                |                                                                |                                                                |                                                                |  |
|  |                                                                |                                                                |                                                                |                                                                |                                                                |   |   |                                                              |                                                              |                                                              |                                                              |                                                              |   |  |                                                               |                                                               |                                                               |                                                               |                                                               |   |  |                                                                |                                                                |                                                                |                                                                |                                                                |  |
|  |                                                                |                                                                |                                                                |                                                                |                                                                |   |   |                                                              |                                                              |                                                              |                                                              |                                                              |   |  |                                                               |                                                               |                                                               |                                                               |                                                               |   |  |                                                                |                                                                |                                                                |                                                                |                                                                |  |
|  |                                                                |                                                                |                                                                |                                                                |                                                                |   |   |                                                              | 3                                                            | Yucatán                                                      | 1                                                            | 2                                                            | 3 |  |                                                               |                                                               |                                                               |                                                               |                                                               |   |  |                                                                |                                                                |                                                                |                                                                |                                                                |  |
|  |                                                                |                                                                |                                                                |                                                                |                                                                |   |   |                                                              |                                                              |                                                              |                                                              |                                                              | 3 |  |                                                               |                                                               |                                                               |                                                               |                                                               |   |  |                                                                |                                                                |                                                                |                                                                |                                                                |  |
|  |                                                                |                                                                | 5                                                              | Veracruz                                                       | 1                                                              | 0 | 1 |                                                              |                                                              |                                                              |                                                              |                                                              |   |  |                                                               |                                                               |                                                               |                                                               |                                                               |   |  |                                                                |                                                                |                                                                |                                                                |                                                                |  |
|  |                                                                |                                                                | 5                                                              | Veracruz                                                       | 1                                                              | 0 | 1 |                                                              |                                                              |                                                              |                                                              |                                                              |   |  |                                                               |                                                               |                                                               |                                                               |                                                               |   |  |                                                                |                                                                |                                                                |                                                                |                                                                |  |
|  |                                                                |                                                                |                                                                |                                                                |                                                                |   |   |                                                              |                                                              |                                                              |                                                              |                                                              |   |  |                                                               |                                                               |                                                               |                                                               |                                                               |   |  |                                                                |                                                                |                                                                |                                                                |                                                                |  |
|  |                                                                |                                                                |                                                                |                                                                |                                                                |   |   |                                                              |                                                              |                                                              |                                                              |                                                              |   |  |                                                               |                                                               |                                                               |                                                               |                                                               |   |  |                                                                |                                                                |                                                                |                                                                |                                                                |  |
|  |                                                                | 4                                                              | Cruz Azul Hidalgo                                              | 1                                                              | 2                                                              | 3 |   |                                                              |                                                              |                                                              |                                                              |                                                              |   |  |                                                               |                                                               |                                                               |                                                               |                                                               |   |  |                                                                |                                                                |                                                                |                                                                |                                                                |  |
|  |                                                                |                                                                |                                                                |                                                                |                                                                | 3 |   |                                                              |                                                              |                                                              |                                                              |                                                              |   |  |                                                               |                                                               |                                                               |                                                               |                                                               |   |  |                                                                |                                                                |                                                                |                                                                |                                                                |  |
|  |                                                                |                                                                | 5                                                              | Veracruz                                                       | 2                                                              | 2 | 4 |                                                              |                                                              |                                                              |                                                              |                                                              |   |  |                                                               |                                                               |                                                               |                                                               |                                                               |   |  |                                                                |                                                                |                                                                |                                                                |                                                                |  |
|  |                                                                |                                                                | 5                                                              | Veracruz                                                       | 2                                                              | 2 | 4 |                                                              |                                                              |                                                              |                                                              |                                                              |   |  |                                                               |                                                               |                                                               |                                                               |                                                               |   |  |                                                                |                                                                |                                                                |                                                                |                                                                |  |
|  |                                                                |                                                                |                                                                |                                                                |                                                                |   |   |                                                              |                                                              |                                                              |                                                              |                                                              |   |  |                                                               |                                                               |                                                               |                                                               |                                                               |   |  |                                                                |                                                                |                                                                |                                                                |                                                                |  |
|  |                                                                |                                                                |                                                                |                                                                |                                                                |   |   |                                                              |                                                              |                                                              |                                                              |                                                              |   |  |                                                               |                                                               |                                                               |                                                               |                                                               |   |  |                                                                |                                                                |                                                                |                                                                |                                                                |  |
|  |                                                                |                                                                |                                                                |                                                                |                                                                |   |   |                                                              |                                                              |                                                              |                                                              |                                                              |   |  |                                                               | 3                                                             | Yucatán                                                       | 0                                                             | 1                                                             | 1 |  |                                                                |                                                                |                                                                |                                                                |                                                                |  |
|  |                                                                |                                                                |                                                                |                                                                |                                                                |   |   |                                                              |                                                              |                                                              |                                                              |                                                              |   |  |                                                               |                                                               |                                                               |                                                               |                                                               | 1 |  |                                                                |                                                                |                                                                |                                                                |                                                                |  |
|  |                                                                |                                                                | 8                                                              | Chivas Tijuana                                                 | 0                                                              | 0 | 0 |                                                              |                                                              |                                                              |                                                              |                                                              |   |  |                                                               |                                                               |                                                               |                                                               |                                                               |   |  |                                                                |                                                                |                                                                |                                                                |                                                                |  |
|  |                                                                |                                                                | 8                                                              | Chivas Tijuana                                                 | 0                                                              | 0 | 0 |                                                              |                                                              |                                                              |                                                              |                                                              |   |  |                                                               |                                                               |                                                               |                                                               |                                                               |   |  |                                                                |                                                                |                                                                |                                                                |                                                                |  |
|  |                                                                |                                                                |                                                                |                                                                |                                                                |   |   |                                                              |                                                              |                                                              |                                                              |                                                              |   |  |                                                               |                                                               |                                                               |                                                               |                                                               |   |  |                                                                |                                                                |                                                                |                                                                |                                                                |  |
|  |                                                                |                                                                |                                                                |                                                                |                                                                |   |   |                                                              |                                                              |                                                              |                                                              |                                                              |   |  |                                                               |                                                               |                                                               |                                                               |                                                               |   |  |                                                                |                                                                |                                                                |                                                                |                                                                |  |
|  |                                                                | 2                                                              | Irapuato                                                       | 0                                                              | 5                                                              | 5 |   |                                                              |                                                              |                                                              |                                                              |                                                              |   |  |                                                               |                                                               |                                                               |                                                               |                                                               |   |  |                                                                |                                                                |                                                                |                                                                |                                                                |  |
|  |                                                                |                                                                |                                                                |                                                                |                                                                | 5 |   |                                                              |                                                              |                                                              |                                                              |                                                              |   |  |                                                               |                                                               |                                                               |                                                               |                                                               |   |  |                                                                |                                                                |                                                                |                                                                |                                                                |  |
|  |                                                                |                                                                | 7                                                              | Real San Luis                                                  | 0                                                              | 0 | 0 |                                                              |                                                              |                                                              |                                                              |                                                              |   |  |                                                               |                                                               |                                                               |                                                               |                                                               |   |  |                                                                |                                                                |                                                                |                                                                |                                                                |  |
|  |                                                                |                                                                | 7                                                              | Real San Luis                                                  | 0                                                              | 0 | 0 |                                                              |                                                              |                                                              |                                                              |                                                              |   |  |                                                               |                                                               |                                                               |                                                               |                                                               |   |  |                                                                |                                                                |                                                                |                                                                |                                                                |  |
|  |                                                                |                                                                |                                                                |                                                                |                                                                |   |   |                                                              |                                                              |                                                              |                                                              |                                                              |   |  |                                                               |                                                               |                                                               |                                                               |                                                               |   |  |                                                                |                                                                |                                                                |                                                                |                                                                |  |
|  |                                                                |                                                                |                                                                |                                                                |                                                                |   |   |                                                              |                                                              |                                                              |                                                              |                                                              |   |  |                                                               |                                                               |                                                               |                                                               |                                                               |   |  |                                                                |                                                                |                                                                |                                                                |                                                                |  |
|  |                                                                |                                                                |                                                                |                                                                |                                                                |   |   |                                                              | 2                                                            | Irapuato                                                     | 1                                                            | 0                                                            | 1 |  |                                                               |                                                               |                                                               |                                                               |                                                               |   |  |                                                                |                                                                |                                                                |                                                                |                                                                |  |
|  |                                                                |                                                                |                                                                |                                                                |                                                                |   |   |                                                              |                                                              |                                                              |                                                              |                                                              | 1 |  |                                                               |                                                               |                                                               |                                                               |                                                               |   |  |                                                                |                                                                |                                                                |                                                                |                                                                |  |
|  |                                                                |                                                                | 8                                                              | Chivas Tijuana                                                 | 0                                                              | 2 | 2 |                                                              |                                                              |                                                              |                                                              |                                                              |   |  |                                                               |                                                               |                                                               |                                                               |                                                               |   |  |                                                                |                                                                |                                                                |                                                                |                                                                |  |
|  |                                                                |                                                                | 8                                                              | Chivas Tijuana                                                 | 0                                                              | 2 | 2 |                                                              |                                                              |                                                              |                                                              |                                                              |   |  |                                                               |                                                               |                                                               |                                                               |                                                               |   |  |                                                                |                                                                |                                                                |                                                                |                                                                |  |
|  |                                                                |                                                                |                                                                |                                                                |                                                                |   |   |                                                              |                                                              |                                                              |                                                              |                                                              |   |  |                                                               |                                                               |                                                               |                                                               |                                                               |   |  |                                                                |                                                                |                                                                |                                                                |                                                                |  |
|  |                                                                |                                                                |                                                                |                                                                |                                                                |   |   |                                                              |                                                              |                                                              |                                                              |                                                              |   |  |                                                               |                                                               |                                                               |                                                               |                                                               |   |  |                                                                |                                                                |                                                                |                                                                |                                                                |  |
|  |                                                                | 1                                                              | Aguascalientes                                                 | 0                                                              | 0                                                              | 0 |   |                                                              |                                                              |                                                              |                                                              |                                                              |   |  |                                                               |                                                               |                                                               |                                                               |                                                               |   |  |                                                                |                                                                |                                                                |                                                                |                                                                |  |
|  |                                                                |                                                                |                                                                |                                                                |                                                                | 0 |   |                                                              |                                                              |                                                              |                                                              |                                                              |   |  |                                                               |                                                               |                                                               |                                                               |                                                               |   |  |                                                                |                                                                |                                                                |                                                                |                                                                |  |
|  |                                                                |                                                                | 8                                                              | Chivas Tijuana                                                 | 1                                                              | 0 | 1 |                                                              |                                                              |                                                              |                                                              |                                                              |   |  |                                                               |                                                               |                                                               |                                                               |                                                               |   |  |                                                                |                                                                |                                                                |                                                                |                                                                |  |
|  | 8                                                              | Chivas Tijuana (*)                                             | 8                                                              | Chivas Tijuana                                                 | 1                                                              | 0 | 1 | 0                                                            | 2                                                            | 2                                                            |                                                              |                                                              |   |  |                                                               |                                                               |                                                               |                                                               |                                                               |   |  |                                                                |                                                                |                                                                |                                                                |                                                                |  |
|  | 8                                                              | Chivas Tijuana (*)                                             |                                                                |                                                                |                                                                |   |   |                                                              |                                                              | 2                                                            |                                                              |                                                              |   |  |                                                               |                                                               |                                                               |                                                               |                                                               |   |  |                                                                |                                                                |                                                                |                                                                |                                                                |  |
|  | 11                                                             | Zacatepec                                                      | 2                                                              | 0                                                              | 2                                                              |   |   |                                                              |                                                              |                                                              |                                                              |                                                              |   |  |                                                               |                                                               |                                                               |                                                               |                                                               |   |  |                                                                |                                                                |                                                                |                                                                |                                                                |  |
|  | 11                                                             | Zacatepec                                                      | 2                                                              | 0                                                              | 2                                                              |   |   |                                                              |                                                              |                                                              |                                                              |                                                              |   |  |                                                               |                                                               |                                                               |                                                               |                                                               |   |  |                                                                |                                                                |                                                                |                                                                |                                                                |  |
|  |                                                                |                                                                |                                                                |                                                                |                                                                |   |   |                                                              |                                                              |                                                              |                                                              |                                                              |   |  |                                                               |                                                               |                                                               |                                                               |                                                               |   |  |                                                                |                                                                |                                                                |                                                                |                                                                |  |

- (*) Avanza por su posición en la tabla general.

| Campeón Invierno 1998 |
| --------------------- |
| Yucatán (1° título)   |

### Final
| 17 de diciembre, 20:00 | Chivas Tijuana | 0 – 0 | Yucatán | Estadio Cerro Colorado, Tijuana                               |  |
|                        |                |       |         | Asistencia: 12,000 espectadores Árbitro(s): Armando Archundia |  |

| 20 de diciembre, 20:00                | Yucatán            | 1 – 0 | Chivas Tijuana | Estadio Carlos Iturralde Rivero, Mérida                      |                                                              |
|                                       | Miguel Salcedo 56' |       |                | Asistencia: 18,000 espectadores Árbitro(s): León Padró Borja | Asistencia: 18,000 espectadores Árbitro(s): León Padró Borja |
| Yucatán Campeón de Primera División A |                    |       |                |                                                              |                                                              |